# Gavarretia
Gavarretia es un género monotípico de plantas perteneciente a la familia de las euforbiáceas. Su única especie: Gavarretia terminalis, es originaria de Sudamérica.
Está considerado una sinonimia de Conceveiba terminalis (Baill.) Müll.Arg., Linnaea 34: 167 (1865).

## Taxonomía
Gavarretia terminalis fue descrita por Henri Ernest Baillon y publicado en Adansonia 1: 185, pl. 7. 1860[1861].